# Kronik
En kronik (af græsk khronos = tid) er en artikel i en avis eller et tidsskrift om et emne eller tema. Som regel har den en fast spalte, ofte sammen med læserbreve, leder o.l. Sædvanligvis er kronikker skrevet af en person, der ikke er ansat ved den pågældende publikation, men har et særligt kendskab til det behandlede emne.
En kronik er et partsindlæg, og påstår ikke at fremlægge den hele og fulde sandhed. Den skal være skrevet, så læsere uden særligt forhåndskendskab kan forstå budskabet.
Med Stephan Hurwitz' ord fra 1955: "Når en videnskabelig kronik er bedst, skal den kunne læses med anerkendelse af forfatterens strengeste fagfæller, med udbytte af hans studenter, med glæde af hans kone, og med levende interesse af en betydelig procentdel af bladets store læserkreds." Den flittige kronikskriver professor Sløk udtrykte det sådan: "Kroniksiden er en væltet ølkasse; grønmalet og gæstfri er den anbragt centralt, midt i avisen, på sit særlige sted; enhver er velkommen til at stige op på den og sige den forsamlede menighed aldeles, hvad han vil."

## Historie

### Danmark
I Danmark blev genren indført af redaktør Henrik Cavling som hans vigtigste nyskabelse i dagbladet Politiken, der bragte den første kronik den 16. maj 1905 og senere navngav fænomenet - der dog de første 14 dage bar navnet "Politikens Føljeton". Paradoksalt nok var det omlægningen til moderne nyhedsavis, der fremtvang nyskabelsen; for når Cavling ryddede forsiden til nyheder, måtte han flytte det offentlige ordskifte ind i avisen. Den første kronik var skrevet af Georg Brandes og hed "Den svageres ret og pligt". Den handlede om den tyske forfølgelse af den dansksproglige befolkning i Nordslesvig, hvor Brandes opfordrede den herskende klasse i Tyskland til at forlange, at de danske sønderjyder skulle behandles, "som Schweiz behandler sine italienere."
For ikke at skræmme læserne væk fra den lange artikel, camouflerede Cavling kronikkens længde ved at anbringe den nederst på en side, og opdele den i 2 x 8 eller siden 2 x 6 lave spalter. Han omtalte den sådan: "Af andre nye Rubrikker henleder vi Opmærksomheden på Føljetonen på femte Side. Den vil findes daglig, skrevet af Mænd, der i vor Tid ejer de berømteste Navne i Skandinavisk Videnskab, Litteratur og Kunst." I starten brød Politikens egne fremtrædende medarbejdere sig ikke om, at deres artikler var forvist ind i avisen, mens de tidligere blev anbragt på forsiden, så de straks fangede læserens opmærksomhed. Men snart fulgte der status med at få sin tekst trykt som en kronik i Politiken.
Cavling redigerede kronikken, men skrev den sjælden selv. Omkring 2.000 efterladte breve vidner om hans udstrakte kontakt med personer i hele Europa. Det var Cavling og brødrene Georg og Edvard Brandes, der kom til at give kronikken dens prestige - Edvard skrev 367 kronikker og Georg 258. Dog skal Johannes V. Jensen have overgået dem begge. Brandes-brødrene skrev om det meste, og om Georg hed det i en bog til kronikkens 50-årsdag: "Kronikken syntes som skabt for Brandes. Her fandt han en tumleplads for sin mangfoldighed, sin selvstændighed, sit retsind og sin kampiver." Hans bror Edvard karakteriserede sig selv som "halvt politiker, halvt digter, halvt videnskabsmand og halvt journalist."

### Norge
Aftenposten lancerede først i 1930'erne "Ugens kronik", mens Bergens Tidende lancerede en fast kronik først i 1956. Denne forsvandt fra spalterne i 1990, men genopstod allerede det følgende år efter store protester, og professor Bernt Hagtvets udtalelse om, at Bergens Tidende havde "dræbt kronikken". Den var nu sat nederst på ledersiden, uden mulighed for forlængelse og derved frataget muligheden for de sammenhængende tankerækker, som er kronikkens styrke. Professor Hagtvet skrev: "En avis skal give erkendelse, ikke kun genkendelse. Den skal ikke kun rapportere begivenheder, men give dem mening, dybde og sammenhæng." Rektor ved Volda journalisthøjskole, Johann Roppen, sammenlignede i 1992 kronikkerne i Aftenposten og Dagbladet i årene 1960 og 1988, og beskrev som den vigtigste ændring, at flere skribenter og grupper i 1988 slap til på kronikplads. "Farvel til hoffet" kaldte han denne proces. 14. marts 1995 kom Bergens Tidende på banen igen med ordentlig plads til kronikken, begrundet af redaktør Hans Erik Matre: "Det skal være tilladt at skrive langt - hvis man har noget vigtigt på hjertet."

## Kronikken på htx
I danskfaget på htx er kronikken en eksamensgenre, som minder om virkelighedens kronik.

## Kronikken på stx
I danskfaget på stx består kronikken af følgende elementer, og ligner således ikke nødvendigvis en aviskronik:
- En redegørelse for en eller flere tekster – herunder en sammenfatning af de holdninger, som kommer til udtryk.
- En karakteristik: Der kan være krav om, at man karakteriserer en tekst – fx via en sproglig analyse.
- En diskussion i forlængelse af redegørelsen. Her er det vigtigt, at man forholder sig sagligt argumenterende til emnet. Der er med andre ord krav om, at der leveres en gennemarbejdet argumentation.[11]

Det kan være en fordel at anvende f.eks. Toulmins argumentationsmodel, for på den måde at sikre sagligheden i sin argumentation.